# 福島明也
福島 明也（ふくしま あきや、1957年8月2日 - ）は、声楽家・バリトン歌手。二期会会員。東京芸術大学音楽学部声楽科教授。

## 略歴
島根県出雲市（旧簸川郡大社町）に生まれ、東京芸術大学卒業後、同大学院オペラ科修了。
1997年、鮫島有美子の歌謡曲集CD『秋桜』デュエットの相手役を務めた。2001年から2003年まで、毎年大阪城ホールで開催されている『サントリー1万人の第九』コンサート(指揮:佐渡裕) でバリトン・ソリストを務めた。
2004年には歌舞伎に挑戦。歌舞伎の構成にのっとったオペラ『鳴神／俊寛』で鳴神上人役を演じ、オペラ界にとっても歌舞伎界にとっても貴重な歴史の一幕となったほか、彼自身のトレードマークともいえる「口ひげ」を剃って舞台に望んだ。
2007年7月には出雲市で歌劇『カルメン』の音楽監督、そしてエスカミーリョ役として出演した。